# Lambrechtsmonument

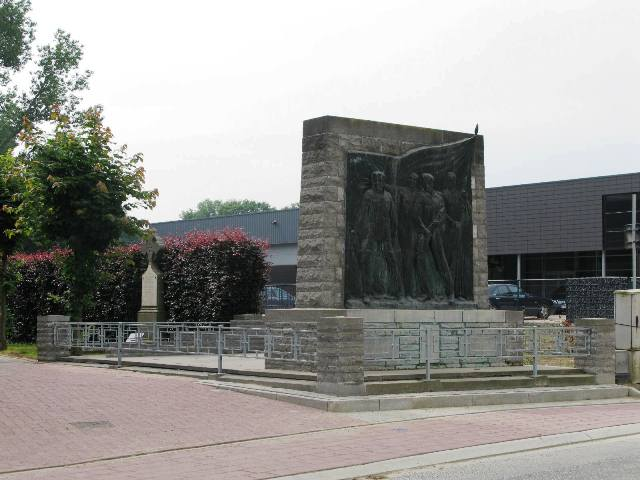
Lambrechtsmonument in Wijer

Het Lambrechtsmonument is een gedenkteken, gelegen aan de Grotestraat te Wijer.
Het monument, dat zich nabij de Sint-Pietersbandenkerk bevindt, gedenkt de familie Lambrechts, een familie van verzetsstrijders die als zodanig actief was tijdens de Tweede Wereldoorlog. Deze familie stond symbool voor alle dappere Limburgse verzetsstrijders.
Het monument werd ontworpen door Eugène Canneel. Naast een ereperk omvat het een bronzen reliëf waarop vader Lambrechts en drie van zijn zonen staan afgebeeld. Twee van de zonen zijn in militair tenue, en de derde draagt priesterkleding. De vader (Théophile), de moeder (Carolina Bangels), en drie van de vier zonen (Louis, Edmond  en René) liggen hier begraven. Zoon Tony en dochter Gusta zijn later gestorven en werden elders begraven.
Het gedenkteken, opgericht in 1946, heeft sinds 2014 een beschermde status als monument.